# Лазич, Петар
Петар Лазич (серб. Петар Лазић; 25 сентября 1960, Косьерич — 11 сентября 2017, Белград) — писатель и журналист, сатирик, педагог. Профессор Белградского университета. Родился 25 сентября 1960 году в городке Косерич в Сербии. Жил и работал в Белграде. Один из известных сатириков своего времени, его произведения переведены на более 30 языков, включены в более 100 мировых антологий, энциклопедий, сборников. Они присутствуют в таких престижных изданиях, как британская энциклопедия «2000 Outstanding Intellectuals of the 21st Century», российская «Антология мудрости», итальянская «I più grandi saggi», французская «Les plus grands esprits» и другие.

## Творчество
- «Остановите планету, я хочу сойти» (серб. Зауставите планету хоћу да сиђем; 1982) — поэзия
- «На зубастом солнце» — (серб. На зубатом сунцу; 1988) — афоризмы
- «Герои бульвара революции» — (серб. Хероји Булевара револуције; 1990) — тексты для радиотеатра
- «Отпевание мертвого моря» (серб. Опело за мртво море; 1994) — поэзия
- «Запутанные годы» (серб. Године заплета; 1997) — тексты для радио театра
- «Краткая история души» Архивная копия от 4 февраля 2018 на Wayback Machine(серб. Кратка историја душе; 2001) — короткие рассказы
- «Не существует маленьких ролей» (серб. Нема малих улога; 2002) — публицистика
- «Присказки» (серб. Брелешке; 2002) — публицистика
- «Маленькие большие люди» (серб. Мали велики људи; 2004)

### Драмы и драматизации
- «Сидхартха» (1984) — драматизация
- «Миссия» (1995) — драма
- «Мясоеды» (1996) — драма
- «Черногорцы в парламенте» (2000) — драматизация